# حمام النحاسين
حمام النحاسين هو واحد من أقدم وأكبر الحمامات العامة في حلب بسوريا. يقع الحمام في سوق المدينة في مدينة حلب القديمة، جنوب الجامع الأموي الكبير، بالقرب من خان النحاسين.

## تاريخ
بُني الحمام في الأصل في القرن الثاني عشر بأمر من عائشة بنت صلاح الدين الأيوبي، وتم تجديده عدة مرات خلال العصرين المملوكي والعثماني. ومع ذلك، تعود معظم المباني الحالية للحمام إلى العصر العثماني. يعني حمام النحاسين يعني حرفيًا حمام النحاس.

## التطورات الحديثة
تضرر الحمام أثناء معركة حلب (2012 - 2016). وبدأت عملية ترميم شاملة للحمام بواسطة المديرية العامة للآثار والمتاحف بسوريا في عام 2021.  تم الانتهاء من إعادة الإعمار في يناير 2022. وأُعيد افتتاح الحمام في نوفمبر 2022 بهدف العودة إلى الغرض الأصلي منه.

## التصميم الداخلي
ينقسم الحمام إلى ثلاثة أقسام:
- القسم الداخلي: يحتوي على غرف دافئة وغرف ساخنة. صًممت الغرف الدافئة للاسترخاء لفترة قصيرة قبل الاستحمام. وتُخصص الغرف الساخنة لغسيل الجسم بالكامل وحمام البخار.
- القسم المركزي: مخصص للتدليك بعد غسل الجسم.
- القسم الخارجي: هو الجزء الأكبر من الحمام ويتميز بزخارفه الخشبية التقليدية وأرضيته الرخامية. ويمكن أن يأخذ المستحمون هناك فترة من الاسترخاء حول البركة.

يحتوي الحمام على قسم منعزل بالكامل للنساء يسمى "حمام الست".

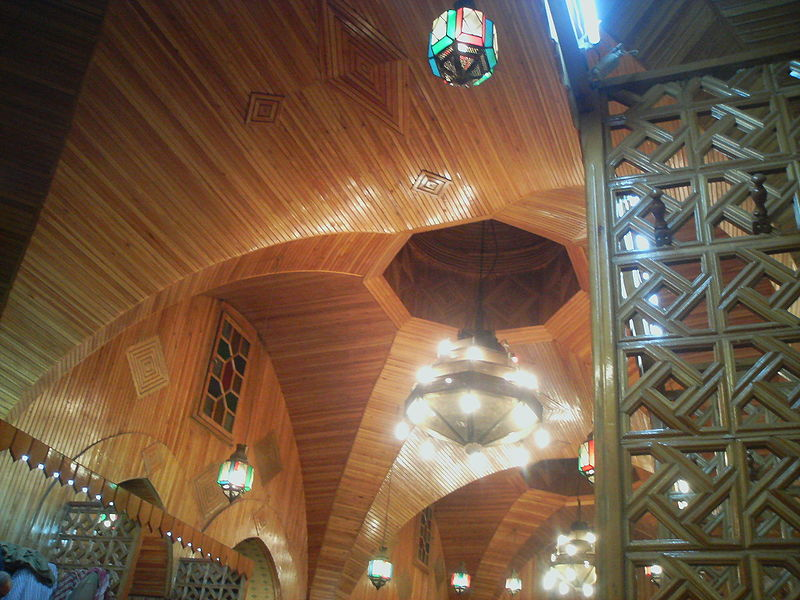
الحمام من الداخل